# Il seggio vacante
Il seggio vacante (The Casual Vacancy) è un romanzo scritto da J. K. Rowling, pubblicato nel 2012.
Dall'opera è stata tratta l'omonima miniserie televisiva di tre episodi, diretta da Jonny Campbell e trasmessa sul canale BBC One. 

## Storia editoriale
Si tratta del primo libro della scrittrice non correlato alla celebre saga di Harry Potter. Il libro è uscito in Gran Bretagna il 27 settembre 2012 mentre l'edizione italiana è uscita nelle librerie il 6 dicembre dello stesso anno edita da Salani. È il primo romanzo della Rowling destinato esclusivamente a un pubblico adulto.
L'autrice, nel tratteggiare l'immaginaria cittadina di Pagford, palcoscenico delle vicende narrate, si è ispirata a Tutshill, il piccolo paese dell'Inghilterra occidentale nel quale la stessa Rowling ha trascorso l'adolescenza. La descrizione impietosa dei suoi abitanti ha scatenato le ire dei cittadini di Tutshill; a tali polemiche la scrittrice ha replicato ribadendo il carattere snob e pretenzioso della sua classe media.

## Concetto
Quando Barry Fairbrother muore inaspettatamente alla soglia dei quarant'anni, la cittadina di Pagford rimane sconvolta dall'evento. Pagford è, in apparenza, un idilliaco borgo inglese, con una piazza del mercato acciottolata e un'antica abbazia, giardini ben curati e negozi di specialità gastronomiche. Ma dietro a questa facciata pittoresca si nasconde una realtà piena di conflitti. Conflitti fra ricchi e poveri, adolescenti e genitori, mogli e mariti, insegnanti e studenti. Pagford non è dunque così amena come sembra.
Il seggio nel consiglio municipale rimasto vacante dopo la morte di Barry diventa ben presto il fattore scatenante di uno scontro come mai se ne erano visti prima in quella piccola comunità, dove dietro ai gesti di quotidiana cortesia si nascondono invidie, rivalità, egoismi, pregiudizi, frustrazioni e persino fantasie e perversioni morbose e odio razziale.
Poco conta chi trionferà in queste elezioni dominate da sentimenti tanto meschini, da doppi giochi e da rivelazioni inaspettate: quando il clamore degli eventi dapprima grotteschi, e poi progressivamente sempre più tragici, si sarà finalmente placato, la vita di molti non sarà più la stessa.

## Trama
All'interno del consiglio municipale della cittadina di Pagford si é creata una profonda spaccatura riguardo quali azioni intraprendere nei confronti dei cosiddetti Fields, un quartiere degradato ai confini col vicino comune di Yarvil. La fazione anti-Fields, guidata dal primo cittadino Howard Mollison e da sua moglie Shirley, vorrebbe cedere i Fields a Yarvil, mentre la fazione pro-Fields, guidata da Barry Fairbrother e dalla dottoressa Jawanda Parminder, si oppone a tale piano. 
Un giorno, Fairbrother muore, colto da un improvviso aunerisma. Al fine di scegliere chi erediterà il suo seggio al consiglio municipale, vengono indette delle elezioni suppletive. Si fanno avanti come candidati l'avvocato Miles Mollison (figlio di Howard e Shirley ed esponente della fazione anti-Fields), il vicepreside Colin Walls (amico di lunga data di Fairbrother ed esponente della fazione pro-Fields) e il cartolaio Simon Price (uomo avido e meschino non legato a nessuna ideologia in particolare ed interessato solamente alla ricchezza e al potere).
Man mano che la campagna elettorale va avanti, un utente misterioso che utilizza il nickname "Il fantasma di Barry Fairbrother" pubblica scabrose rivelazioni riguardo alcuni consiglieri municipali o aspiranti tali: rivela infatti che Simon si é reso responsabile di numerosi furti, che la dottoressa Parminder era innamorata di Fairbrother e ha sempre votato come lui le diceva di fare, e che Colin cova attrazione sessuale nei confronti di ragazze minorenni. 
Dietro l'identità del "fantasma" si nascondono in realtà i figli degli stessi accusati (rispettivamente Andrew Price, Sukhvinder Parminder e Stuart Walls). In virtù del rapporto conflittuale con i genitori, dai quali sono spesso ignorati o maltrattati, hanno infatti deciso di rivelare particolari infamanti su di loro per danneggiarne la reputazione e ostacolarne la vittoria elettorale. 
A seguito di tale evento, Simon, che teme un'indagine della polizia e vuole evitare di dare nell'occhio, ritira la propria candidatura e butta nel fiume tutti gli oggetti che ha rubato, fra cui un computer nuovo di zecca. Simon inizia inoltre a sospettare che il "fantasma" sia Howard, notando come abbia screditato tutti i candidati con l'eccezione di Miles.
Il giorno delle elezioni, Miles Mollison vince, ottenendo il doppio dei voti rispetto a Colin. 
Poco dopo Simon scopre che Howard Mollison sta tradendo la moglie con l'avvenente Maureen e divulga questa informazione. Non appena Howard viene a sapere che il suo segreto è stato reso pubblico, va nel panico, e, complici le sue cagionevoli condizioni di salute, viene stroncato da un infarto.
Viene inoltre narrata, parallelamente alla vicenda relativa alle elezioni, la storia di Krystal Wheedon, una ragazza che vive nei Fields insieme alla madre Terri e al fratellino Robbie. Terri è dipendente dall'eroina, che acquista da un pusher di nome Obo, un criminale senza scrupoli che a un certo punto arriva persino a sodomizzare Krystal contro la sua volontà. Nonostante Terri faccia in teoria parte di un centro per la tossicodipendenza, ciò non le è di alcun aiuto: il centro infatti non fa altro che fornire metadone, che Terri consuma non come sostituto all'eroina, ma insieme ad essa. Il costante consumo di droga ha danneggiato fortemente la psiche di Terri, che é completamente incapace di badare a Robbie (compito di cui si deve fare carico Krystal). 
Krystal finisce per intrecciare una relazione con Stuart Walls (figlio di Colin). Un giorno, mentre Krystal e Stuart fanno sesso, Robbie si allontana e finisce per cadere accidentalmente nelle acque del fiume che attraversa Pagford. Sukhvinder (la figlia della dottoressa Parminder) vedendo Robbie in pericolo di vita, si lancia in acqua per provare a salvarlo, ma rimane fulminata dai resti del computer che Simon Price aveva buttato nel fiume. 
Una volta venuta a sapere che Robbie è morto annegato, Krystal si suicida. 
Il romanzo termina con il funerale di Robbie e Krystal, durante il quale i presenti evitano anche solo di incrociare lo sguardo con Terri, da cui sono disgustati.

## Luoghi
PagfordIl piccolo borgo della provincia inglese al centro degli eventi.
YarvilIl vicino capoluogo, vera e propria cittadina.
I FieldsUn periferico e degradato quartiere di Pagford, che molti dei suoi raffinati abitanti vorrebbero estromesso dai confini comunali.
WinterdownLa scuola superiore di Yarvil, frequentata sia dai ragazzi di Pagford, sia da quelli dei Fields.
Church RowLa via principale di Pagford.
St. Michael and All SaintsL'abbazia di Pagford.
Mollison & LoweLa salumeria e gastronomia del primo cittadino, con l'annesso bar appena inaugurato Bricco di Rame.
BellchapelIl centro per il recupero dei tossicodipendenti.
SweetloveLa tenuta di proprietà della famiglia Fawley, che divide Pagford dal quartiere dei Fields.
St. ThomasLa scuola elementare di Pagford;
Black CanonUn pub.
Hartcourt-WalshLa tipografia di Yarvil.
OrrIl fiume che attraversa Pagford.

## Personaggi
Barry FairbrotherBanchiere, allenatore della squadra di canottaggio alla scuola Winterdown ed esponente progressista del Consiglio Locale di Pagford, viene descritto come un uomo affabile, sempre sorridente e altruista, che aveva molto a cuore lo sviluppo dei quartieri più degradati e abbrutiti della città dai quali egli stesso proveniva.
Mary FairbrotherLa moglie di Barry da cui ha avuto quattro figli, il diciottenne Fergus, le gemelle Siobhane e Niamh e il piccolo Declan.
Howard MollisonSalumiere e capo-consigliere di Pagford, è un uomo molto grasso e di buon carattere, si mostra sempre allegro e spiritoso alla comunità di Pagford ma in realtà è piuttosto meschino, superficiale e bramoso di potere.
Shirley MollisonLa moglie di Howard. Curatrice del sito internet della comunità, è una donna cinica, ossessionata dal potere e dall'immagine che dà agli altri di sé. Proveniente da una famiglia povera e malfamata, fa di tutto per nascondere il suo passato e si ritiene superiore a tutti gli altri cittadini di Pagford poiché il marito è capo consigliere. Ostenta principi morali molto rigidi ai quali lei stessa fa fatica a credere e considera il proprio marito un eroe, almeno finché non scopre che questo l'ha tradita ripetutamente nel corso degli anni con la sua socia in affari.
Miles MollisonAvvocato, figlio di Howard e Shirley, candidato al "seggio vacante", viene coccolato dalla madre ed è il prediletto di ambedue i genitori da quando sua sorella Patricia si è dichiarata omosessuale. Come i genitori è molto preoccupato da ciò che possono pensare gli altri di lui, è profondamente conservatore e vuole partecipare attivamente alla vita politica del paese per appoggiare le idee del padre, al contrario dei due, però, Miles si rivela sensibile e profondamente innamorato della moglie Samantha, da cui ha avuto due figlie gemelle, Lexie e Libby.
Samantha "Sam" MollisonLa moglie di Miles. Titolare di un negozio di reggiseni a Yarvil, è una donna apparentemente molto superficiale, trova il marito piuttosto noioso e detesta la famiglia di lui. In svariate occasione si dimostra sfacciata, sprezzante e ironica nei confronti dell'ossessione della famiglia del marito per accedere alle cariche politiche di Pagford. Si rivela però anche una donna matura, capace di capire i suoi sbagli e decide anch'essa di intraprendere la carriera politica dopo il fallimento del suo negozio, per frenare i suoceri dal privilegiare i cittadini benestanti a sfavore dei bisognosi.
Patricia MollisonLa figlia di Howard e di Shirley. La sua omosessualità non è mai stata accettata dai genitori.
Tessa WallPsicologa della Winterdown, è una donna paziente e generosa che ha a cuore il suo lavoro e i suoi amici, non si cura affatto di ciò che pensano gli altri di lei, cosa che la contraddistingue a Pagford.
Colin "Cubicolo" WallIl marito di Tessa, vicepreside della scuola e candidato al "seggio vacante", è un uomo ansioso e insicuro, odiato dalla maggior parte dei suoi studenti per la sua severità.
Stuart "Ciccio" WallFiglio adottivo di Tessa e di Colin. È un ragazzo audace e popolare senza peli sulla lingua, ha una filosofia di vita personale ed è sprezzante delle regole e delle leggi, cosa che lo pone spesso in conflitto con il padre.
Andrew "Arf" PriceStudente presso la Winterdown; è un ragazzo intelligente e sognatore, piuttosto insicuro e a volte impacciato, ha un animo sensibile e leale.
Simon "Simoncino" PriceIl padre di Andrew, dipendente presso la tipografia Hartcourt-Walsh di Yarvil e candidato al "seggio vacante": un uomo violento e rude, detestato dai figli
Ruth PriceLa madre di Andrew e moglie di Simon. Infermiera, succube del marito che prova in tutti i modi a giustificare, è una donna acuta e premurosa, anche se piuttosto sola.
Paul PriceIl fratello minore di Andrew.
Parminder Jawandadottoressa, è una donna intelligente e pratica, ha a cuore l'interesse di Pagford ed è in aperto contrasto con i Mollison, ha un carattere forte e deciso e pretende molto dai figli.
Vikram JawandaIl marito di Parmindar. Uomo carismatico e molto bello, non si interessa della vita di Pagford al contrario della moglie. Abile cardiochirurgo, ha operato al cuore Howard Mollison, salvandogli la vita.
Sukhvinder "Cincia" JawandaLa figlia di Parminder. Studentessa alla Winterdown, è una ragazza dislessica e non molto avvenente, viene emarginata e derisa dai coetanei mentre a casa viene rimproverata per gli scarsi risultati accademici, ha un carattere tranquillo, benevolo e molto sensibile.
Jaswant e RajpalGli altri due figli di Parminder e Vikram.
Krystal Weedon CoatesStudentessa alla Winterdown e abitante dei Fields, è una ragazza problematica e anarchica. Invisa agli abitanti di Pagford che la ritengono una "mela marcia".
Terry WeedonLa madre di Krystal. Tossicodipendente.
Robbie WeedonIl fratellino di tre anni e mezzo.
Barry "Schizzo" CoatesIl mai conosciuto padre di Krystal di cui si dice sia morto di overdose.
Anne-Marie e LiamI fratellastri di Krystal e figli di Terry, adottati molti anni prima dai cugini John e Sue.
Cath WeedonLa bisnonna di Krystal, un'anziana donna forte e laboriosa che tiene molto alla famiglia.
Kay BawdenAssistente sociale, è una donna attiva e coraggiosa che crede molto nel suo lavoro e si impegna a difendere gli interessi dei più deboli, non riesce ad instaurare relazioni durature e soffre molto per amore.
Gaia BawdenLa figlia di Kay, studentessa alla Winterdown, è una ragazza bella e indipendente che suscita interesse in tutta Pagford, è molto sincera, schietta ed ha un forte legame con la madre.
Gavin HugesIl fidanzato di Kay, avvocato e socio di Miles Mollison. Non vuole impegnarsi seriamente nella relazione con Kay, pur non essendosi opposto al suo trasferimento con la figlia da Londra a Pagford.
BrendanIl padre di Gaia ex compagno di Kay.
Cheryl WeedonLa sorella di Terry e zia di Krystal.
Maureen LoweVedova, socia e amante segreta di Howard Mollison con cui gestisce la locale salumeria.
Aubrey FawleyIl ricco proprietario della tenuta Sweetlove e rampollo della dinastia Fawley,
Julia FawleyLa moglie di Aubrey.
"Obbo"Il pusher locale e il fornitore di droga di Terry.
ShonaSegretaria dello studio legale Mollison & Huges.
Alison JenkinsUn giornalista del Yarvil and District Gazette.

## Opere derivate
Nel parlare dei temi trattati, l'autrice ha affermato che si tratta di un libro «profondamente inglese» e non facilmente trasponibile su grande schermo, in quanto «focalizzato sull'interiorità dei personaggi». La BBC ne ha annunciato l'adattamento in una serie televisiva nel 2014. La mini serie viene trasmessa nel 2015.

## Edizioni
- (EN) J. K. Rowling, The Casual Vacancy, 1ª ed., Little, Brown and Company, 2012, ISBN 9781408704202.
- J. K. Rowling, Il seggio vacante, traduzione di Silvia Piraccini, Milano, Salani, 2012,  p. 560, ISBN 978-88-6715-285-8.
- J. K. Rowling, Il seggio vacante, traduzione di Silvia Piraccini, Super TEA, Milano, TEA libri, 2017,  p. 560, ISBN 978-88-502-4503-1.